# Izu Mito Sea Paradise

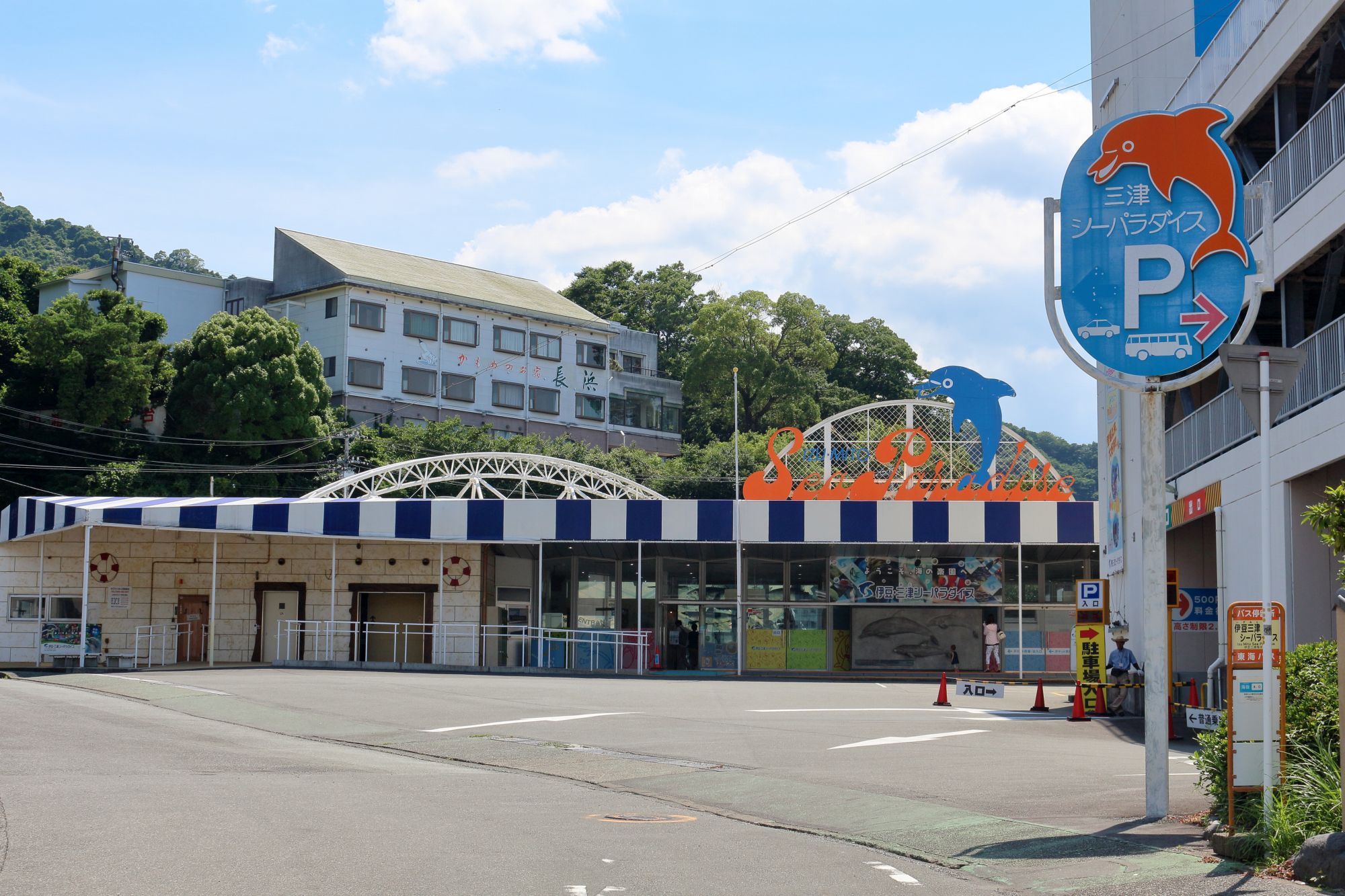
Entrée du parc.

L'Izu Mito Sea Paradise est un parc aquatique japonais comprenant un aquarium et un delphinarium. Fondé en 1930, il est le deuxième aquarium le plus ancien du Japon. Il est situé à Numazu, à l'extrémité de la péninsule d'Izu, dans la préfecture de Shizuoka.